# 이카구촌
이카구촌(伊香具村)은 시가현 이카군에 설치되었던 촌이다.